# Stylaster brochi
Stylaster brochi is een hydroïdpoliep uit de familie Stylasteridae. De poliep komt uit het geslacht Stylaster. Stylaster brochi werd in 1938 voor het eerst wetenschappelijk beschreven door Fisher. 